# Univerza v Vilni
Univerza v Vilni (litovsko Vilniaus universitetas) je javna raziskovalna univerza, ki je najstarejša univerza v baltskih državah, ena najstarejših in najbolj znanih v vzhodni Evropi, pred njo pa le univerze v Pragi, Krakovu, Pečuhu, Budimpešta, Bratislava in Königsbergu. Danes je največja univerza v Litvi.
Univerzo je leta 1579 kot jezuitsko akademijo (kolegij) v Vilni ustanovil poljski kralj Štefan Báthory. Bila je tretja najstarejša univerza (po krakovski akademiji in Albertini) v poljsko-litovski skupnosti. Po tretji delitvi Poljske (1795) in novembrski vstaji (1830–31) je bila univerza zaprta in je ustavila svoje delovanje do leta 1919. Po prvi svetovni vojni je univerza doživela neuspešne poskuse ponovnega zagona lokalnega poljskega Društva prijateljev znanosti v Vilni (1915 in november 1918) v Litvi (december 1918) in napad sovjetskih sil (marec 1919). Končno je ponovno začela delovati kot Poljska univerza Štefana Batoryja (avgust 1919), obdobje, ki mu je sledila nova sovjetska okupacija leta 1920 in manj kot dve leti Republike Srednje Litve, vključene v Poljsko leta 1922.
Po sovjetski invaziji na Poljsko septembra 1939 so univerzo na kratko upravljale litovske oblasti (od oktobra 1939), nato pa po sovjetski aneksiji Litve (junij 1940), ki jo je po nemški invaziji na Sovjetsko zvezo označilo obdobje nemške okupacije. Zveza (1941–44), ki jo je Litvanska sovjetska socialistična republika upravljala kot državna univerza v Vilni. Leta 1945 je bila poljska skupnost študentov in učenjakov univerze Štefana Báthorja premeščena na univerzo Nikolaja Kopernika v Torunju. Potem ko je Litva leta 1990 po razpadu Sovjetske zveze ponovno pridobila svojo neodvisnost, je ponovno pridobila status ene najpomembnejših univerz v Litvi.
Obsežen ansambel univerze v Vilni predstavlja vse glavne arhitekturne sloge, ki so prevladovali v Litvi: gotiko, renesanso, barok in klasicizem.

## Zgodovina

### Spremembe imen
Univerza je bila v svoji zgodovini znana pod številnimi imeni. Zaradi dolge zgodovine judovskega, poljskega in ruskega vpliva ali vladavine je mestni del imena poleg litovske Vilne upodobljen še kot Vilna (latinica), Wilna (nemščina) ali Wilno (poljščina) (glej Zgodovina Vilne) .
- 1579–1782: Alma Academia et Universitas Vilnensis Societatis Iesu.[6] Latinsko ime je prevedeno kot Jezuitska akademija, jezuitski kolidž ali Akademija v Vilni (Vilna / Wilna / Wilno).
- 1782–1803: Schola Princeps Magni Ducatus Lithuaniae: glavna šola Velikega vojvodstva Litve.[7]
- 1803–1832: Imperatorski Uniwersytet Wileński.[8] Prevedeno kot Cesarska univerza v Vilni (Vilna / Wilna / Wilno)
- 1832–1919: zaprta po ukazu carja Nikolaja I. [9]
- 1919–1939: Univerza Štefana Báthorija [10] (Uniwersytet Stefana Batorego na Poljskem)
- 1940–1943: Univerza v Vilni (to obdobje je zajemalo prvo sovjetsko in nemško okupacijo)
- 1944–1955: Državna univerza v Vilni
- 1955–1990: Državna univerza v Vilni Vincasa Kapsukasa [11]
  - 1971–1979: Državna univerza Vincasa Kapsukasa vilnskega reda Rdečega prapora, (Vilniaus Darbo raudonosios vėliavos ordino valstybinis Vinco Kapsuko universitetas)
  - 1979–1990: Državna univerza Vincas Kapsukas vilnskega reda Rdečega prapora in prijateljstva ljudstva (Vilniaus Darbo raudonosios vėliavos ir Tautų draugystės ordinų valstybinis V. Kapsuko universitetas)

• 1990 – danes: Univerza v Vilni

### Zgodovina po obdobjih

#### Republika obeh narodov
Leta 1568 je litovsko plemstvo  zaprosilo jezuite, naj ustanovijo visokošolsko ustanovo v Vilni ali Kaunasu. Naslednje leto je Walerian Protasewicz, škof iz Vilne, kupil več stavb v središču mesta in ustanovil Vilnsko akademijo (Almae Academia et Universitas Vilnensis Societatis Jesu). Sprva je imela akademija tri oddelke: humanistiko, filozofijo in teologijo. Učni načrt na fakulteti in kasneje na akademiji se je poučeval v latinščini. Prvi študentje so bili vpisani na akademijo leta 1570. Istega leta je bila ustanovljena kolegijska knjižnica, Sigismund II. Avgust pa je novemu kolegiju podaril 2500 knjig. V prvem letu obstoja je šola vpisala 160 študentov.
Prvega aprila 1579 je poljski kralj Štefan Báthory in veliki knez Litve nadgradil akademijo in ji podelil enak status kot akademija v Krakovu in ustanovil Alma Academia et Universitas Vilnensis Societatis Iesu. Njegov edikt je potrdila bula papeža Gregorja XIII. z dne 30. oktobra 1579. Prvi rektor Akademije je bil Piotr Skarga. Povabil je številne znanstvenike iz različnih delov Evrope in knjižnico razširil s sponzorstvom številnih pomembnih oseb: Sigismunda II. Avgusta, škofa Waleriana Protasewicza in Kazimirja Lewa Sapiehe. Litovci so takrat predstavljali približno tretjino študentov (leta 1586 je bilo približno 700 študentov), drugi so bili Nemci, Poljaki, Švedi in celo Madžari.
Leta 1575 sta vojvoda Mikołaj Krzysztof Radziwiłł in Elżbieta Ogińska sponzorirala tiskarno za akademijo, eno prvih v regiji. Tiskarna je izdajala knjige v latinščini in poljščini, prva ohranjena knjiga v litovščini, natisnjena v Velikem vojvodstvu Litve, pa je bila leta 1595. Bila je to Kathechismas, arba Mokslas kiekvienam krikščioniui privalus, avtor Mikalojus Daukša.
Rast akademije se je nadaljevala do 17. stoletja. Naslednja doba, znana kot Potop, je privedla do dramatičnega padca števila študentov, ki so maturirali in kakovosti programov. Sredi 18. stoletja so izobraževalne oblasti skušale obnoviti akademijo. Zaradi tega je Tomasz Żebrowski leta 1753 ustanovil prvo opazovalnico v Poljsko-litovski skupni državi (četrto takšno poklicno ustanovo v Evropi). Komisija za nacionalno šolstvo (poljsko Komisja Edukacji Narodowej), prvo ministrstvo za izobraževanje na svetu, je leta 1773 prevzela nadzor nad akademijo in jo preoblikovala v moderno univerzo. Učni jezik (kot povsod na visokošolskih zavodih države) se je iz latinščine spremenil v poljščino. Po zaslugi rektorja akademije Marcina Poczobutt-Odlanickega je akademija leta 1783 dobila status 'glavne šole' (polj. Szkoła Główna). Komisija, posvetna oblast, ki je akademijo upravljala po razpadu jezuitskega reda, je pripravila nov statut. Šola se je imenovala Academia et Universitas Vilnensis.

#### Delitev
Po razdelitvah poljsko-litovske zveze je Vilno priključil Ruski imperij. Vendar je Komisija za nacionalno šolstvo obdržala nadzor nad akademijo do leta 1803, ko je ruski car Aleksander I. sprejel nov statut in jo preimenoval v  Императорскій Виленскiй Университет. Institucija je dobila pravice do upravljanja vseh izobraževalnih ustanov v nekdanjem Velikem vojvodstvu Litvi. Med pomembnimi osebnostmi sta bila kustos (guverner) Adam Jerzy Czartoryski in rektor Jan Śniadecki.
Univerza je cvetela. Kot učni jezik se je uporabljala poljščina, čeprav je bil kurikulu dodana ruščina. Znana je postala po svojih študijah beloruske in litovske kulture. Do leta 1823 je bila ena največjih v Evropi; populacija študentov je presegla populacijo Univerze v Oxfordu. Številni študentje, med njimi pesnik Adam Mickiewicz, so bili leta 1823 aretirani zaradi zarote proti carju (članstvo študentski organizaciji Filomat). Leta 1832 je po novembrskem uporu univerzo zaprl ruski car Nikolaj I.
Dve fakulteti sta bili spremenjeni v ločeni šoli: Medicinsko-kirurško akademijo (Akademia Medyko-Chirurgiczna) in Rimskokatoliško akademijo (Rzymsko-Katolicka Akademia Duchowna). Toda kmalu so zaprti tudi z Medicinsko-kirurško akademijo, preoblikovano v Medicinsko fakulteto Univerze v Kijevu (danes Nacionalna medicinska univerza Bogomolets), slednja pa je bila preoblikovana v Sankt Peterburško rimskokatoliško teološko akademijo (po oktobrski revoluciji leta 1917 se je preselila na Poljsko kjer je postala Katoliška univerza v Lublinu). Represija, ki je sledila neuspeli vstaji, je vključevala prepoved poljskega in litovskega jezika; ustavilo se je vse izobraževanje v teh jezikih.

#### 1918-1939
Prvi poskusi ponovne ustanovitve znanstvene ustanove v Vilni so bili po revoluciji leta 1905, 22. oktobra 1906 je poljska inteligenca ustanovila Društvo prijateljev znanosti v Vilni (TPN). Po izbruhu prve svetovne vojne in nemški okupaciji mesta je Društvo poskušalo ponovno ustvariti univerzo z ustanovitvijo tako imenovanih višjih znanstvenih tečajev. Na žalost so nemški uradniki kmalu zaprli TPN in tečaje.
Litva je svojo neodvisnost razglasila februarja 1918. Univerza je bila skupaj s preostalim delom Vilne in Litve trikrat odprta med letoma 1918 in 1919. Litovski nacionalni svet jo je ponovno vzpostavil decembra 1918, s predavanji pa se je začelo 1. januarja 1919. Invazija Rdeče armade je ta načrt prekinila. Litovski komunist Vincas Kapsukas-Mickevičius je nato sponzoriral načrt za njeno ponovno odprtje pod imenom Delovna univerza marca 1919 v kratkotrajni Litovski sovjetski socialistični republiki (kasneje Litvansko-beloruska sovjetska socialistična republika), vendar je mesto aprila 1919 prevzela Poljska. Marshall Józef Piłsudski jo je ponovno odprl kot univerzo Štefana Batoryja (Uniwersytet Stefana Batorego) 28. avgusta 1919. Mesto je leta 1920 spet padlo pod Sovjete po porazu v bitki pri Varšavi. Nazadnje, po uporu Żeligovskega in splošnih volitvah v Republiko Srednjo Litvo leta 1922 je bila regija Vilna pozneje priključena Poljski. Kot odgovor na spor glede regije so se številni litovski učenjaki preselili na univerzo Vytautas Magnus v Kaunas, medvojno prestolnico.
Univerza si je hitro opomogla in si pridobila mednarodni ugled, predvsem zaradi prisotnosti pomembnih znanstvenikov, kot sta filozofa Władysław Tatarkiewicz, Marian Zdziechowski in fizik Henryk Niewodniczański. Takrat je bil med študenti univerze tudi bodoči nobelovec Czesław Miłosz. Univerza je hitro rasla po zaslugi državnih nepovratnih sredstev in zasebnih donacij. Njena knjižnica je vsebovala 600.000 zvezkov, vključno z zgodovinskimi in kartografskimi predmeti, ki so še vedno v njeni lasti.
Leta 1938 je imela univerza:
- 7 inštitutov
- 123 profesorjev
- 104 znanstvene enote (vključno z dvema bolnišnicama)
- 3110 študentov

Med mednarodnimi študenti univerze je bilo 212 Rusov, 94 Belorusov, 85 Litovcev, 28 Ukrajincev in 13 Nemcev. Antisemitizem se je v 1930-ih povečal in na univerzi je bil uveden sistem geto klopi, v katerem so morali judovski študentje sedeti na ločenih območjih. Izbruhnilo je nasilje; januarja 1937 je bila univerza zaprta dva tedna.  Februarja je bil judovskim študentom prepovedan vstop. Nato je bila fakulteta pooblaščena za individualno odločanje ali je treba ločevanje upoštevati v njihovih učilnicah in izključiti tiste študente, ki tega ne bodo upoštevali. 54 judovskih študentov je bilo izključenih, vendar so se lahko naslednji dan vrnili pod kompromisom, v katerem so morali poleg judovskih študentov ločeno sedeti litovski, beloruski in 'poljski demokratični' študenti. Rektor univerze Władysław Marian Jakowicki je odstopil s svojega položaja v znak protesta zaradi uvedbe geto klopi.

#### Druga svetovna vojna
Po invaziji na Poljsko je univerza nadaljevala svoje delovanje. Mesto je kmalu zasedla Sovjetska zveza. Večina profesorjev se je vrnila po koncu sovražnosti in fakultete so se ponovno odprle 1. oktobra 1939. 28. oktobra je bil Vilna premeščena v Litvo, ki je prejšnjih osemnajst let štela za okupacijo glavnega mesta Poljske. Organi Republike Litve so univerzo 15. decembra 1939 zaprli. Vse fakultete, osebje in približno 3000 študentov je bilo odpuščenih. Študentom je bilo naročeno, naj zapustijo študentske domove; 600 jih je končalo v begunskem taborišču. Profesorji so morali zapustiti univerzitetna stanovanja. Po litvanski politiki je bila namesto nje ustanovljena nova univerza z imenom Vilniaus universitetas. Izhajala je iz univerze v Kaunasu. V novi listini je bilo določeno, da naj bi se univerza v Vilni vodila v skladu s statutom univerze Vytautas Magnus v Kaunasu in da bodo ustanovljeni programi in fakultete za litovski jezik. Litovščina je bila imenovana kot uradni jezik univerze. Novo akademsko leto se je začelo 22. januarja; samo 13 novih študentov je imelo nekdanje poljsko državljanstvo.
Poljske fakultete za pravne in družbene vede, humanistične, medicinske, teološke in matematične vede so še naprej delovale podtalno s predavanji in izpiti v zasebnih stanovanjih do leta 1944. Poljski profesorji, ki so se udeležili podtalnih tečajev, so bili Iwo Jaworski, Kazimierz Petrusewicz in Bronisław Wróblewski. Diplome teh univerz so po vojni sprejele številne poljske univerze. Kmalu po aneksiji Litve s strani Sovjetske zveze, medtem ko je nekaterim poljskim profesorjem dovoljeno nadaljevanje poučevanja, so bili mnogi drugi (skupaj z nekaterimi litovskimi profesorji), ki so veljali za 'reakcionarne', aretirani in poslani v zapore in gulage v Rusiji in Kazahstanu. Med septembrom 1939 in julijem 1941 so Sovjeti aretirali in deportirali devetnajst poljskih profesorjev iz nekdanje fakultete Univerze Štefana Batorija, od katerih jih je devet umrlo: profesorji Stanisław Cywinski, Władysław Marian Jakowicki, Jan Kempisty, Józef Marcinkiewicz, Tadeusz Kolaczyński, Piotr Oficjalski , Włodzimierz Godłowski, Konstanty Pietkiewicz in Konstanty Sokol-Sokolowski, zadnjih pet žrtev poboja v Katynu.
Mesto je leta 1941 zasedla Nemčija, vse visokošolske institucije za Poljake so bile zaprte. Od leta 1940 do septembra 1944 je bila univerza v Vilni pod litovskim profesorjem in aktivistom Mykolašem Biržiško odprta za litovske študente pod nadzorom nemške okupacijske oblasti. Leta 1944 je veliko poljskih študentov sodelovalo v operaciji Ostra Brama. Večino jih je kasneje aretirala NKVD in so bili deležni represije zaradi sodelovanja v odporu Armije Krajove.

#### Sovjetsko obdobje (1945-1990)
Izobraženi Poljaki so bili po drugi svetovni vojni pod vodstvom Državnega urada za repatriacijo premeščeni v Ljudsko republiko Poljsko. Posledično se je veliko bivših študentov in profesorjev Štefana Batoryja pridružilo poljskim univerzam. Da bi ohranili stike med seboj, so se profesorji odločili, da bodo prenesli cele fakultete. Po letu 1945 se je večina matematikov, humanistov in biologov pridružila univerzi Nicolaus Copernicus v Torunju, medtem ko je številna medicinska fakulteta tvorila jedro novoustanovljene Medicinske univerze v Gdansku. Univerza v Torunju se pogosto šteje za naslednico poljske tradicije univerze Štefana Batoryja.
Leta 1955 je bila univerza poimenovana po Vincasu Kapsukasu. Potem ko je bila leta 1971 odlikovana z Redom rdeče delavske zastave in 1979 in Redom prijateljstva med narodi leta 1979, je bilo njeno polno ime do leta 1990 Državna univerza Vincas Kapsukas vilnskega reda Rdečega prapora in prijateljstva ljudstva. Čeprav jo je sovjetski sistem omejeval, je univerza v Vilni rasla in pridobivala na pomenu in razvijala lastno litovsko identiteto. Univerza v Vilni se je začela osvobajati sovjetske ideologije leta 1988, zahvaljujoč politiki glasnosti.

#### Po letu 1990
11. marca 1990 je Litva razglasila neodvisnost, univerza pa je ponovno pridobila avtonomijo. Od leta 1991 je univerza v Vilni podpisnica Magna Charta evropskih univerz. Je članica evropskega univerzitetnega združenja (EUA) in konference rektorjev baltskih univerz.

## Status danes
V sodobnem času univerza še vedno ponuja študije z mednarodno priznanimi vsebinami. Obstajajo 3 univerzitetni in 16 magistrskih študijskih programov v angleščini.
Od 1. marca 2020 je 19.996 študentov obiskovalo univerzo v Vilni.
Univerza, natančneje dvorišče, je bila predstavljena v ameriški televizijski seriji The Amazing Race 12.

### Struktura
- Poslovna šola
- Fakulteta za kemijo in geoznanost
- Fakulteta za komunikacije
- Fakulteta za ekonomijo in poslovanje
- Fakulteta za zgodovino
- Pravna fakulteta
- Fakulteta za matematiin in Informatiko
- Medicinska fakulteta
- Filozofska fakulteta
- Filološka fakulteta
- Fakulteta za Fiziko
- Institute mednarodnih odnosov in politologije
- Fakulteta v Kaunasu
- Center za znanosti o življenju
- Šiauliai Academy[28]

- Poslovna šola
- Center za fizične vede in tehnologijo
- Filološka fakulteta
- Filozofska fakulteta
- Fakulteta za fiziko
- Fakulteta za kemijo in geoznanosti
- Fakulteta za matematiko in informatiko
- Medicinska fakulteta
- Pravne in komunikacijske fakultete
- Inštitut za mednarodne odnose in politične vede
- Fakulteta v Kaunasu
- Center za znanosti o življenju

#### Druge enote
- Botanični vrt
- Center za razvoj informacijske tehnologije
- Center za upravljanje nepremičnin in storitev
- Konferenčni, seminar in zabaviščni center "Romuva"
- Kulturni center
- Zdravstveni in športni center
- Univerzitetna knjižnica
- Muzej
- Založba

## Nobelov nagrajenec
- Czesław Miłosz, pesnik, Nobelova nagrada za književnost 1980.